# Kristen O'Neill
Kristen Rose O'Neill (Lynnwood, 12 aprile 1983) è un'ex cestista e allenatrice di pallacanestro statunitense, professionista nella WNBA.